# Alejandro Duff (1849-1912)
Alejandro Duff, I duque de Fife KG, KT, GCVO, PC, (10 de noviembre de 1849-12 de enero de 1912), vizconde Macduff entre 1857 y 1879 y conocido como el conde de Fife entre 1879 y 1889, fue un par británico casado con la princesa Luisa del Reino Unido, hija mayor del rey Eduardo VII del Reino Unido y de Alejandra de Dinamarca.

## Primeros años
Alexander nació en Edimburgo, hijo de James Duff (nieto del III conde de Fife y presunto heredero de su tío, el IV conde de Fife) y su esposa lady Agnes Hay, segunda hija del XVIII conde de Erroll y de lady Elizabeth Fitzclarence (hija ilegítima del rey Guillermo IV). Cuando su padre se convirtió en V conde de Fife, en 1857, asumió el título de cortesía de vizconde Macduff. Asistió a Eton desde 1863 hasta 1866.

## Carrera política y diplomática
Fife se desempeñó como miembro del Parlamento por Engilshire y Nairnshire, en Escocia, desde 1874 hasta 1879. El 7 de agosto de 1879, sucedió a su padre como VI conde de Fife en la nobleza de Irlanda (y como II barón Skene en la Nobleza del Reino Unido, cuyo título le dio un escaño en la Cámara de los Lores). Sirvió a las órdenes de William Gladstone como capitán del Honorable Cuerpo de Caballeros de Armas desde 1880 a 1881, y sirvió en una misión diplomática especial al rey de Sajonia en 1882. También fue lord teniente de Elginshire de 1872 a 1902. En 1885, la reina Victoria lo creó conde de Fife en la nobleza del Reino Unido. Ayudó a fundar la Compañía Británica de Sudáfrica, y se desempeñó como uno de sus vicepresidentes hasta 1896.

## Matrimonio
El sábado 27 de julio de 1889, lord Fife se casó con la princesa Luisa de Gales, hija mayor de los entonces príncipe y princesa de Gales, en la Capilla Privada del Palacio de Buckingham. La pareja eran primos en tercer grado en descendencia de Jorge III. La boda fue el segundo acontecimiento en que un descendiente de la reina Victoria se casaba con un ciudadano británico (el primero fue el matrimonio de la princesa Luisa, cuarta hija de la reina, con John George Campbell, IX duque de Argyll). Dos días después de la boda, la reina concedió a lord Fife los títulos de duque de Fife y marqués de Macduff, en el condado de Banff, en la nobleza del Reino Unido.
El duque de Fife y la princesa Luisa tuvieron tres hijos:
- Alastair Duff, marqués de Macduff (muerto en 1890).

- Lady Alejandra Duff (17 de enero de 1891-26 de febrero de 1959) se casó con su primo segundo el príncipe Arturo de Connaught.

- Lady Maud Duff (3 de abril de 1893-14 de diciembre de 1945) casada con Charles Carnegie, XI conde de Southesk.

## Títulos y honores

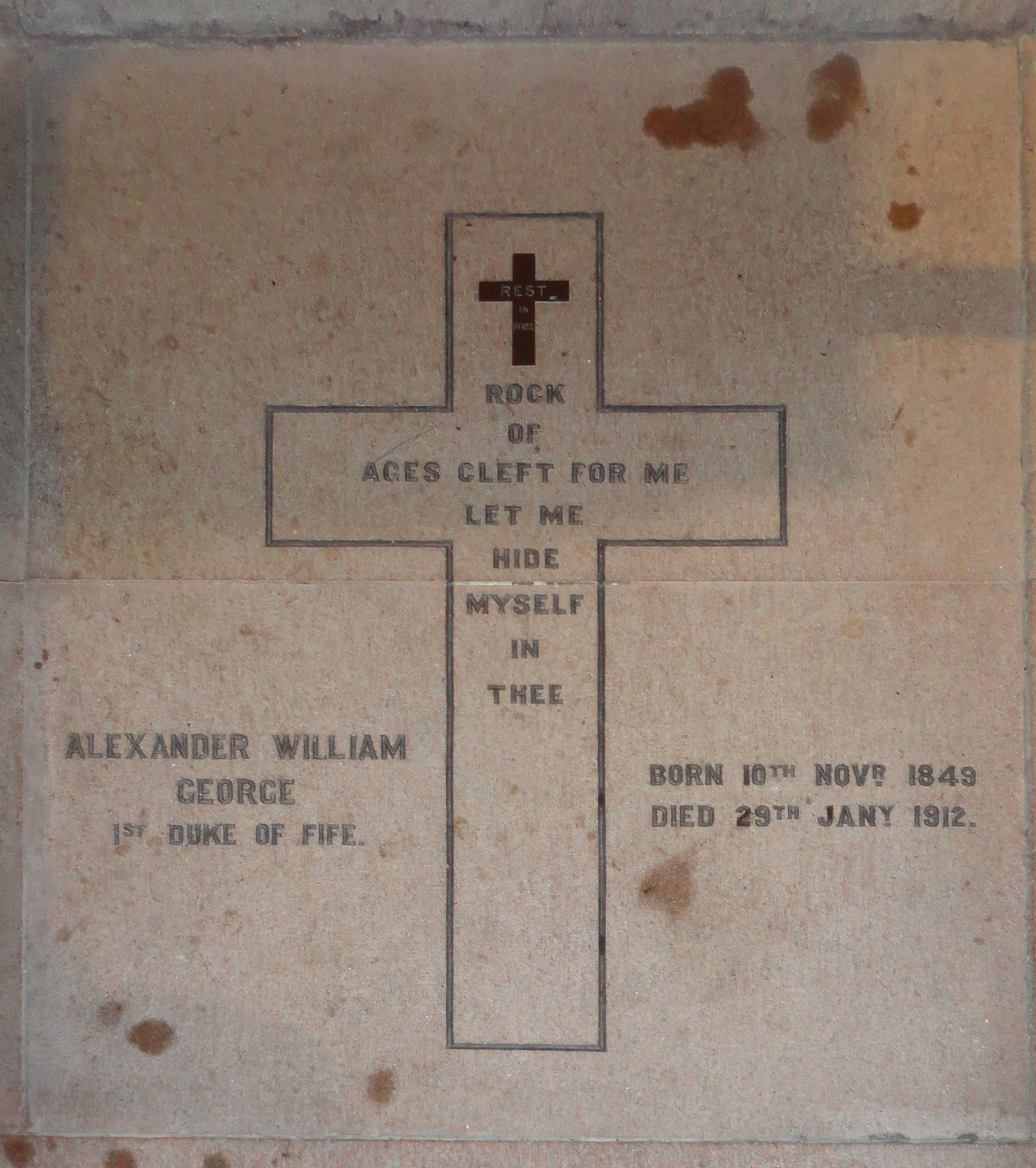
Braemar, Mar Lodge Estate, St Ninian's Chapel - Tumba del I duque de Fife (1849-1912)

El duque de Fife recibió una patente real como duque de Fife y conde de Macduff en la nobleza del Reino Unido, en abril de 1900, con un permiso especial para sus hijas y sus descendientes varones. El resultado fue que ostentó dos ducados de Fife, el de la creación de 1889 (con subsidiario en el marquesado de Macduff), que se extinguiría a falta de un hijo varón, y el de la creación de 1900 (con subsidiario en el condado de Macduff), que heredaría su hija mayor en ausencia de un hijo. En noviembre de 1905, su suegro, el rey Eduardo VII, otorgó el título de princesa real a la duquesa de Fife y declaró que lady Alejandra Duff y lady Maud Duff en adelante llevarían el título de princesas de Gran Bretaña e Irlanda con el tratamiento de su alteza de esta forma fueron tituladas Sus altezas las princesas Alejandra y Maud de Fife.
La reina Victoria nombró al futuro duque de Fife caballero de la Orden del Cardo en 1881. Recibió la Real Cadena Victoriana en 1902. Su cuñado, el rey Jorge V, le nombró caballero de la Orden de la Jarretera. También juró como consejero privado en 1880. En la coronación de su suegro, Eduardo VII, en agosto de 1902, y en la coronación de Jorge V en junio de 1911, el duque de Fife actuó como lord condestable. Además de su residencia en Londres, 15 de Portman Square, el duque poseía dos propiedades en Escocia: Mar Lodge, Aberdeenshire, y Mountcoffer House, Banff.

## Años después
En noviembre de 1911, mientras navegaba hacia Egipto en el SS Delhi, el duque y su familia naufragaron frente a las costas de Marruecos. A pesar de que resultó ileso, el duque cayó enfermo de pleuresía, probablemente a consecuencia del naufragio. Murió en Asuán, Egipto, en enero de 1912. Su hija mayor, la princesa Alejandra, le sucedió en el ducado de 1900, convirtiéndose en duquesa de Fife y condesa de Macduff por derecho propio. Los otros títulos del duque, incluido el ducado de 1889, se extinguieron. El duque fue enterrado en la Capilla Privada, mausoleo de Mar Lodge, Braemar, Aberdeenshire.

## Títulos y tratamientos
| ● 1849-1857: | Alexander Duff              |
| ● 1857-1879: | Vizconde Macduff            |
| ● 1879-1889: | Su señoría el conde de Fife |
| ● 1889-1912: | Su gracia el duque de Fife  |

### Cronología completa de títulos
- 1849-1857: Alexander Duff.
- 1857-1874: Vizconde Macduff.
- 1874-1879: Vizconde Macduff, MP.
- 1879-1880: Su señoría el conde de Fife.
- 1880-1881: Su señoría el conde de Fife, PC.
- 1881-1889: Su señoría el conde de Fife, KT, PC.
- 1889-1901: Su gracia el duque de Fife, KT, PC.
- 1901-1904: Su gracia el duque de Fife, KT, GCVO, PC.
- 1904-1911: Su gracia el duque de Fife, KT, GCVO, VD, PC.
- 1911-1912: Su gracia el duque de Fife, KG, KT, GCVO, VD, PC.

- Datos: Q332552
- Multimedia: Alexander Duff, 1st Duke of Fife / Q332552